# Audiomack
Audiomack är en musiktjänst, likt Soundcloud och Spotify, där lyssnare kan gratis strömma musik och poddar och kreatörer kan lägga ut ljudklipp. Bolaget grundades 2012 för att tillåta artister att enkelt kunna ladda upp sina mixtejper på webben. I januari 2019 meddelade Audiomack att de hade 1,5 miljoner aktiva användare dagligen.
Ett flertal stora amerikanska aktörer inom hiphopen lägger ut exklusiv musik på Audiomack, däribland Nicki Minaj, J. Cole och Chance the Rapper. Audiomack kräver inte att användare betalar för att ladda upp innehåll. Audiomack har licensierat innehåll från amerikanska stora independentskivbolag som EMPIRE och 300 Entertainment genom låtförlaget Songtrust.